# A Barbie-filmek listája
A Barbie-filmek divatbabákról szóló meséket dolgoznak fel. A történetek játékbabákról szólnak, amelyeket elsősorban divatbabaként készítenek. 
Barbie-filmek
Eddig harminckettő videófilm készült, 3D-s számítógépes animációval, amelyeket magyarra is lefordítottak. Ezeket eredetileg VHS-en és DVD-n adták ki, és Amerikában a Mattel Entertainment készítette. Készült egy webfilmsorozat is Barbie – Élet az álomházban címmel, jelenleg hat évaddal, és ötvennyolc epizóddal, amelyet eredetileg az interneten tettek közé a YouTube-on, és az RTL Klub televízióadó is műsorára tűzte a Kölyökklub műsorblokkban. Az internetes sorozatot 2015-ben fejezték be. 
A 3D-s számítógépes animációs filmeket Magyarországon is bemutatták a televízióban. Legtöbbet a TV2-n, és a Minimaxon adtak le. A számítógéppel animált figurák szórakoztató, kalandos és fantasztikus történeteket játszanak el. Legkorábban 1990-ben jelent meg egy film, amely valós díszletekkel és élőszereplőkkel készült. Közben négy mozifilm is készült még, 3D-s számítógépes animációval. 
Fentieken túl öt tévéfilm is készült. Feltüntették 2014. április 25-én, hogy ismét élőszereplős változat készül valós díszletekkel. A vetítését 2017-re tervezték a mozikhoz, de mivel forgatókönyv sincs, így 2017-ben nem lett levetítve ez a film, és úgy tűnik, hogy el sem fog készülni, vagy ha esetleg még valaha elkészül, akkor úgy látszik, hogy már nem ezen a terv alapján fog elkészülni.

## Filmográfia
Mozifilmek
- Barbie, a rocksztár hercegnő (Barbie in Rock 'N Royals, 2015)
- Barbie: Titkos ügynökök (Barbie: Spy Squad, 2016)
- Barbie: Csillagok között (Barbie: Star Light Adventure, 2016)

Tévéfilmek
- Barbie és Rock Stars: Rock a Föld körül  (Barbie and the Rockers: Out of this World, 1987)
- Barbie és Rock Stars: Rock a Múlt körül (Barbie and The Sensations: Rockin' Back to Earth, 1987)
- Barbie: Dreamtopia (Barbie: Dreamtopia, 2016)
- Barbie Dreamtopia: Szivárványparti (Barbie Dreamtopia: Festival of Fun, 2017)
- Barbie: Videójáték kaland (Barbie Video Game Hero, 2017)

Videofilmek
- Barbie és a Diótörő (Barbie in the Nutcracker, 2001)
- Barbie, mint Rapunzel (Barbie as Rapunzel, 2002)
- Barbie és a Hattyúk Tava (Barbie and the Swan Lake, 2003)
- Barbie, a Hercegnő és a Koldus (Barbie as the Princess and the Pauper, 2004)
- Csodatündér Barbie – Fairytopia (Barbie – Fairytopia, 2005)
- Barbie és a bűvös Pegazus (Barbie and the Magic of Pegasus, 2005)
- Barbie és a 12 táncoló hercegnő (Barbie in the 12 Dancing Princesses, 2006)
- Barbie naplók (Barbie Diaries, 2006)
- Barbie Fairytopia Mermaidia – Varázslatos utazás a tenger mélyén (Barbie: Mermaidia, 2006)
- Barbie, a Sziget hercegnője (Barbie as the Island Princess, 2007)
- Barbie Fairytopia: A szivárvány varázsa (Barbie Fairytopia: Magic of the Rainbow, 2007)
- Barbie – Mariposa és a Pillangótündérek (Barbie Mariposa and Her Butterfly Friends, 2008)
- Barbie és a Gyémánt Kastély (Barbie and the Diamond Castle, 2008)
- Barbie mesés karácsonya (Barbie in a Christmas Carol, 2008)
- Barbie Hüvelyk Panna – Még a legkisebbek is képesek nagy csodákra! (Barbie – Thumbelina, 2009)
- Barbie és a három muskétás (Barbie and the Three Musketeers, 2009)
- Barbie és a Sellőkaland (Barbie in a Mermaid Tale 1, 2010)
- Barbie: Tündérmese a divatról (Barbie: A Fashion Fairytale, 2010)
- Barbie: Tündértitok (Barbie: A Fairy Secret, 2010)
- Barbie: A Hercegnőképző (Barbie Princess Charm School, 2011)
- Barbie: Tökéletes karácsony (Barbie: A Perfect Christmas, 2011)
- Barbie és a Sellőkaland 2. (Barbie in a Mermaid Tale 2, 2012)
- Barbie – A hercegnő és a popsztár (Barbie – The Princess & The Popstar, 2012)
- Barbie és a rózsaszín balettcipő (Barbie in the Pink Shoes, 2013)
- Barbie Mariposa és a Tündérhercegnő (Barbie Mariposa and the Fairy Princess, 2013)
- Barbie és húgai: A lovas kaland (Barbie & Her Sisters in a Pony Tale, 2013)
- Barbie: A Gyöngyhercegnő (Barbie: The Pearl Princess, 2014)
- Barbie és a titkos ajtó (Barbie and the Secret Door, 2014)
- Barbie: Szuperhős hercegnő (Barbie in Princess Power, 2015)
- Barbie és húgai: A kutyusos kaland (Barbie & Her Sisters in the Great Puppy Adventure, 2015)
- Barbie és húgai: Az elveszett kutyusok (Barbie & Her Sisters in a Puppy Chase, 2016)
- Barbie: Delfin varázs (Barbie: Dolphin Magic, 2017)

- Barbie Hercegnő kaland (Barbie: Princess Adventure, 2020)
- Barbie és Chelsea: Az elveszett szülinap (Barbie & Chelsea: The Lost Birthday, 2021)

Websorozatok
- Barbie – Élet az álomházban (Barbie: Life in the Dreamhouse, 2012-2015)
- Barbie Dreamtopia – A sorozat (Barbie Dreamtopia – The Series, 2016-tól)